# 谷杖子乡
谷杖子乡，是中华人民共和国辽宁省葫芦岛市建昌县下辖的一个乡镇级行政单位。

## 行政区划
谷杖子乡下辖以下地区：
谷杖子村、安杖子村、腿篷沟村、下甸子村、雹神庙村、吉杖子村、包杖子村和尹杖子村。